# Alphonse Le Gastelois
Alphonse Le Gastelois, né à Jersey le 9 octobre 1914 et mort à Saint-Hélier (Jersey) le 3 juin 2012, est un travailleur agricole et pêcheur originaire de Jersey qui vécut un exil auto-imposé sur l'archipel des Écréhous pendant 14 ans après avoir été accusé à tort d’agressions sexuelles sur des enfants au début des années 1960. Traité comme un criminel, ostracisé par les Jersiais, et craignant pour sa vie, Le Gastelois quitte Jersey et s'installe sur l'archipel des Écréhous, à 6 miles au nord-est de Jersey. Dix ans plus tard, le 10 juillet 1971, l'auteur des attaques Edward Paisnel, surnommé la Bête de Jersey, est arrêté et condamné le 29 novembre de la même année pour 13 agressions sexuelles, mettant fin à 11 ans de terreur sur l'île.

## Biographie

### Origines et jeunesse
Alphonse Le Gastellois voit le jour sur l'île de Jersey. Son père est natif de Besneville et sa mère originaire de Montgardon. Il fait ses études à l'école de Saint-Martin.

### Accusation et arrestation
Original et quelque peu solitaire, il vit au début des années 1960 dans la paroisse de Saint-Martin. Le Gastelois aime alors parcourir les chemins de campagne la nuit. Stan de la Haye, de la Police honorifique décrit Le Gastelois comme un « loner » (solitaire) qui portait un vieil imperméable attaché à la taille par une corde. 
À partir de 1957, une série d'agression sexuelles ayant le même mode opératoire sont commises sur l'ile. Alors que l'hystérie s'empare des habitants, des rumeurs, renforcées et jamais démenties par la police de Jersey, se mettent à désigner Le Gastelois. Le Gastelois est arrêté, avec 30 autres suspects, à la suite d'une enquête menée par Scotland Yard. Il est relâché après 14 heures d'interrogatoire, faute de preuves. Ses habits sont envoyés pour subir des examens forensiques dans les laboratoires de Scotland Yard, et il reçoit en échange à sa sortie des habits pas à sa taille. Contrairement à celui des autres suspects, le nom de Le Gastelois est donné au public, et il devient un bouc-émissaire.
Les attaques de ce qui est désormais appelé la « Bête de Jersey » continuent. Cependant, la suspicion des habitants contre Le Gastelois reste si forte que son cottage est incendié. La police continue à suspecter Le Gastelois et sa maison est fouillée 12 fois en 12 mois.

## L'exil sur les Écréhous
En 1961, son avocat Denys Richardson lui propose de travailler pour lui dans sa maison située dans l'archipel des Écréhous. Il emmène Le Gastelois sur les Ecréhous à bord de son bateau. Il accepte ce travail d'homme à tout faire pour échapper à la rumeur qui le poursuit. Il s'occupe de l'entretien de la maison de l'avocat et de celles d'autres propriétaires. Il décrit alors sa vie sur l'archipel comme un « paradis comparé à ce que j'ai vécu [pendant son accusation] ».

## Une vie de reclus sur les Écréhous
De mai 1961 à avril 1975, soit pendant quatorze ans, il vit en ermite sur l'îlet de La Marmotière. Une nouvelle agression est perpétrée à Jersey en 1963 et Alphonse est de nouveau soupçonné ; il aurait, dit-on, fait l'aller-retour entre Les Écréhous et Jersey pour assouvir ses pulsions.
Malgré l'arrestation d'Édouard Paisnel, originaire de Grouville, en 1971, Le Gastelois continue à vivre une vie de solitude, expliquant à ceux qui venaient lui rendre visite qu'il s'y était habitué et que c'était devenu sa maison et que tout ce qu'il possédait s'y trouvait. Son histoire gagne en notoriété et il devient, avec sa figure barbue, une attraction pour les visiteurs de l'archipel,.
Les maisons sur les Écréhous n'étant pas reliées au réseau électrique et n'ayant pas l'eau potable, ses conditions de vie sont alors des plus précaires. Pendant les durs hivers, Le Gastelois pouvait rester plusieurs mois sans recevoir de visite. Pour survivre, il vivait des rares cultures qu'il avait pu planter, de la pêche aux homards dans les cavités rocheuses à marée basse. Il récoltait l'eau de pluie et son régime alimentaire comprenait également des algues et des œufs de mouettes. Les visiteurs de l'archipel, venant de Jersey et de France, lui apportaient de temps à autre du ravitaillement et des livres. Dans une interview, il dira un jour ne pas apprécier le poisson mais préférer les algues. Pour se réchauffer, il réunissait deux tables qu'il recouvrait d'une couverture et allumait une bougie ou un petit feu en dessous.

## Roi des Écréhous
À partir d'ouvrages juridiques qui lui ont été apportés par des visiteurs, Alphonse Le Gastelois se forge l'intime conviction qu'il peut revendiquer la possession de l'archipel en se fondant sur le droit normand, en vigueur aux Iles Anglo-Normandes depuis Rollon en l'an 911, qui prévoit qu'une personne peut revendiquer la possession d'un lieu inhabité s'il y demeure pendant 10 ans. Sa demande est très officiellement présentée à la reine Élisabeth II, non pas comme reine du Royaume-Uni de Grande-Bretagne et d'Irlande du Nord mais en sa qualité de duc de Normandie. Sa requête n'aboutit pas et les Écréhous ne seront pas dissociés du bailliage de Jersey.

## Accusation d'incendie volontaire
En 1975, après 14 années d'une vie d'ermite, une mission officielle de Jersey se rend sur l'archipel pour exterminer les lapins — introduits par Le Gastelois — rendus responsables de la destruction du peu de végétation parvenant à pousser sur l'île. Alors que les officiels rentrent à Jersey, la principale construction de l'archipel, une habitation appartenant à Lady Trent, est détruite par un incendie. Les lapins, étant une source d'alimentation pour Le Gastelois, ce dernier est arrêté et accusé d'avoir incendié la maison pour se venger. Il est emprisonné pendant 3 mois, avant d'être acquitté au cours d'un procès devant la Royal Court de Saint-Hélier. Les 24 jurés ne prennent que quelques minutes pour se prononcer et le déclarent « non coupable » à l'unanimité.

## Retour à Jersey
Bien qu'il ait affirmé à plusieurs reprises qu'il n'avait aucune raison de retourner à Jersey, Le Gastelois ne retourne pas aux Écréhous et finit par s'établir Saint-Hélier de 1975 jusqu'à sa mort en juin 2012. Il emménage dans une petite pièce située dans l'arrière cour d'un cottage de Dumaresq Street, à Saint-Hélier, propriété des États de Jersey. Il passe alors la plupart de son temps enfermé chez lui, souffrant d'un mal de dos chronique qui l'empêchait de se déplacer. Ne recevant aucune retraite, il vit alors dans une pauvreté extrême,.
Il vivra par la suite pendant trois ans à Victoria Cottage Homes, puis pendant trois années supplémentaires à la Guardian Nursing Home, avant de passer les 18 derniers mois de sa vie à Palm Springs nursing home.

## Interviews et documentaires
Le Gastelois donne une interview à la Channel Television en 1964 et au Jersey Evening Post en 1966. En 1998, il est le sujet d'un documentaire de 24 minutes, qui sera récompensé par un prix.

## Propositions de dédommagement
En 1999, les États de Jersey discutent d'une proposition présentée par le sénateur J.S. Rothwell de payer 20 000 £ à Le Gastelois en dédommagement pour réparer l'injustice dont il avait été la victime,,,. Dans une interview à la BBC, il déclare « Que pouvez-vous faire ? Vous ne pouvez pas réparer ma vie, vous ne pouvez pas me reconstruire. Je ne veux pas grand chose, je veux seulement que l'on me laisse en paix ». Et à propos de la proposition de dédommagement : « Cela intervient un peu tard dans ma vie, mais cela aidera,, ».
Le Finance and Economics Committee présente un rapport écrit aux États, exprimant leur sympathie à l'égard de Le Gastelois mais estimant que le fait de payer un dédommagement pourrait établir un précédent. Après que les États ont voté contre la tenue d'un débat in camera, le sénateur Rothwell retire sa proposition.

## Famille
Le Gastelois ne s'est jamais marié, et n'a pas laissé d'enfant. Sa sœur vit toujours à Jersey.

## Mémoire
Parmi les personnes présentes à ses funérailles, figuraient 9 patron-pêcheurs normands qui étaient les visiteurs les plus réguliers de Le Gastelois pendant son exil, parmi lesquels Alain Blancheton, ancien capitaine du port de Carteret qui prononça son éloge funèbre.

### Sources et bibliographie
- (en) Cet article est partiellement ou en totalité issu de l’article de Wikipédia en anglais intitulé « Alphonse Le Gastelois » (voir la liste des auteurs).
- Philippe Renaud, Le Royaume des Ecréhou, éditions OREP, mai 2012,  (ISBN 2815101254)